# Леонция (дъщеря на Лъв I)
Леонция (на латински: Leontia; * 457/458, Константинопол; † след 479 г.) е римска аристократка.

## Биография
Дъщеря е на византийския император Лъв I Тракиеца и Верина, която е сестра на Флавий Василиск. По-малка сестра е на Ариадна, която е съпруга на император Зенон и е провъзгласена за Августа, и на Анастасий I. Леонция има и малък брат, роден през 463 г., който умира пет месеца след раждането му.
Леонция е сгодена за Флавий Патриций, син на Аспар, който изглежда е убит през 471 г., когато убиват и баща му. През 471 г. тя се омъжва за Флавий Маркиан, син на западноримския император Антемий.
Леонция и Маркиан се бунтуват през 479 г. срещу Зенон, подтиквани от майка ѝ, вдовицата Верина, и желаят трона за тях. Маркиан заедно с братята му Прокопий Антемий и Ромул и привържениците му нападат императорския дворец, но са отблъснати от лоялните исаврийски войски под комадването на Ил. Маркиан е направен презвитер и заточен в Тарс (по други сведения в Цезареа в Кападокия). Леонция влиза в манастира на Akoimetai.